# District de Xiangyang (Jiamusi)
Pour les articles homonymes, voir Xiangyang (homonymie).
Le district de Xiangyang (向阳区 ; pinyin : Xiàngyáng Qū) est une subdivision administrative de la province du Heilongjiang en Chine. Il est placé sous la juridiction de la ville-préfecture de Jiamusi dont il couvre la partie ouest.